# The King and Prince Beach & Golf Resort
The King and Prince Beach & Golf Resort est un hôtel américain situé à St. Simons, dans le comté de Glynn, en Géorgie. Ouvert le 2 juillet 1941, il est membre des Historic Hotels of America depuis 1996 et est par ailleurs inscrit au Registre national des lieux historiques depuis le 12 janvier 2005.